# Ornaisons
Ornaisons é uma comuna francesa na região administrativa de Occitânia, no departamento de Aude. Estende-se por uma área de 10,8 km². Em 2010 a comuna tinha 1 180 habitantes (densidade: 109,3 hab./km²).